# Villanueva de Teba
Villanueva de Teba es una localidad y un municipio situados en la provincia de Burgos, comunidad autónoma de Castilla y León (España), comarca de La Bureba, partido judicial de Miranda de Ebro, ayuntamiento del mismo nombre.
Tiene un área de 6,12 km² con una población de 54 habitantes (INE 2007) y una densidad de 8,82 hab/km².
En su término se encuentra el despoblado de Ventosa.

## Geografía
Está integrado en la comarca de La Bureba, situándose a 58 kilómetros de la capital burgalesa. El término municipal está atravesado por la carretera N-1 en el pK 298 y por la autopista A-1. 
El término municipal es alargado de norte a sur, extendiéndose desde las primeras elevaciones de los Montes Obarenes (sierra de Pancorbo) hasta el valle del río Oroncillo. La altitud del territorio oscila entre los 1050 y los 650 metros, encontrándose el pueblo a 725 metros sobre el nivel del mar. 
| Noroeste: Miraveche                | Norte: Miraveche              | Noreste: Pancorbo |
| Oeste: Santa María Ribarredonda    |                               | Este: Pancorbo    |
| Suroeste: Santa María Ribarredonda | Sur: Santa María Ribarredonda | Sureste: Pancorbo |

## Demografía
Villanueva de Teba cuenta con una población de 42 habitantes (INE 2024).
| Gráfica de evolución demográfica de Villanueva de Teba entre 1842 y 2021 |
| |
| Población de derecho según los censos de población del INE. Población de hecho según los censos de población del INE.En estos censos se denominaba Villanueva del Conde: 1842, 1857, 1860, 1877, 1887, 1897, 1900 y 1910. Entre el censo de 1857 y el anterior, crece el término del municipio porque incorpora a Ventosa. |

| 1991 |  | 1996 |  | 2001 |  | 2004 |
| ---- |  | ---- |  | ---- |  | ---- |
| 71   |  | 78   |  | 67   |  | 57   |

## Historia
Villa, conocida entonces como Villanueva del Conde, en la Cuadrilla de Santa María de Ribarredonda, una de las siete en que se dividía la Merindad de Bureba perteneciente al partido de Bureba. Jurisdicción de realengo con regidor pedáneo.
A la caída del Antiguo Régimen queda constituida en ayuntamiento constitucional del mismo nombre, en el partido de Miranda de Ebro en la región de Castilla la Vieja.
Villanueva nació casi con toda probabilidad a finales del siglo IX rozando ya el siglo X. Cuando en el año 850 vino a Castilla su primer conde, don Rodrigo, enviado por el rey de Oviedo, entendió que su labor era proteger a esta tierra con dos firmes e imbatibles soportes: Pancorbo y la Peña Amaya. Diez años más tarde Amaya era de Castilla, y don Rodrigo volvió sus esfuerzos contra Pancorbo, que era el paso por el que pretendían entrar los árabes. El conde murió sin cumplir su propósito y fue su hijo Diego el que hacia el año 884 tenía ya blindado el condado con Castrojeriz, Burgos, Pancorbo, Cellorigo, Cerezo, Ibrillos y Belorado. Toda la Bureba era una pura iniciativa repobladora y el mismo conde restauró en Oca la diócesis visigótica.
Por otro lado, Villanueva es un topónimo muy común en España y ya lo era en el siglo X, y refleja la instalación de un poblamiento con gente proveniente de otra villa homónima o porque el vecindario procede de otra misma villa anterior. Pudo suceder una desviación de foramontanos de Pancorbo hacia el nuevo lugar, ya que la dependencia natural de Pancorbo es evidente; por lo pronto fue incluida en su alfoz y también en la merindad de la Bureba. Aparece documentada por primera vez en el año 957, en esta fecha el abad Adolfo se incorpora con sus bienes al Monasterio de San Mamés, en los montes Obarenes, en el término de Pancorbo. Los bienes del abad están situados en Silanes, en la Bureba (Ribarredonda, Vallarta, Villanueva...) y en Tobalina, y consisten en casas, fincas, molinos, libros, caballos...
Los documentos se suceden desde ahora y durante toda la Edad Media en los dos polos culturales y monacales más influyentes y brillantes de la región: los monasterios de San Salvador de Oña y San Millán de la Cogolla. Así, en el año 1037, el magnate Diego Muñoz somete al monasterio de San Millán el de san Clemente de Ribarredonda con todos sus bienes. Informados de esta donación, algunos sacerdotes y seglares de la comarca añaden otros bienes; por ejemplo, el presbítero Sarracino dona una viña que posee en Villanueva.
En un documento del año 1058 aparece la villa con el apellido Del Conde, ya era necesario poner apellidos por la evidente confusión, y desde este momento y hasta el siglo XX, este será el nombre completo de Villanueva, pero quién fue el conde que apellidó a Villanueva? Según narra el cronista oficial de la provincia, tuvo que ser un conde de primer relieve histórico, ya que por estas fechas Castilla es un reino y pudo ser alguno de los condes titulados de la Bureba, que eran descendientes de Fernán González por su segunda esposa, doña Urraca.
En el siglo XIII Villanueva del Conde sintió la presencia del poderoso y real monasterio de Oña, pero nunca se hizo con el señorío, ya que la villa se mantuvo siempre en el régimen de realengo. No lejos de su término, a menos de media legua hacia el norte, estaba la villa de Ventosa, que contaba con amplio caserío y un palacio, y aunque fue durante siglos ayuntamiento propio, se integró a Villanueva del Conde en el siglo XIX. Villanueva del Conde formaba parte de la cuadrilla de Santa María Ribarredonda, aunque más tarde pasó a integrarse en el partido judicial de Miranda de Ebro. En el año 1843 contaba con 181 vecinos; que aumentaron hasta los 300 en el año 1950.
Por otro lado, Villanueva del Conde se llamó así hasta el año 1916, cuando siendo secretario don Gregorio Gil y Gil, se cambió el nombre por el de Villanueva de Teba para evitar confusiones con un municipio de Salamanca. Se adoptó este nombre por el conde de Teba, que tenía mucha presencia en la comarca. La casa de Teba invirtió en Villanueva, hizo casa, puso administrador y mantuvo buenas relaciones con la villa.
Así se describe a Villanueva de Teba (entonces Villanueva del Conde) en el tomo XVI del Diccionario geográfico-estadístico-histórico de España y sus posesiones de Ultramar, obra impulsada por Pascual Madoz a mediados del siglo XIX:

Villa cabeza de ayuntamiento que forma con Ventosa en la provincia, audiencia territorial, capitanía general y diócesis de Burgos (10 leguas), partido judicial de Miranda de Ebro (4); Situada en terreno llano, al pie de una elevada cordillera, que le domina por la parte N; goza de buena ventilación; su clima es muy frío y se padecen catarros y pulmonías. Tiene 57 casas, la consistorial, escuela de instrucción primaria, común a ambos sexos, una iglesia parroquial (San Pedro Apóstol) servida por un cura párroco y un beneficiado; próximo a la población se halla el cementerio. El término confina N Ventosa y Silanes; E Pancorvo; S Ballarta, y O Santa María de Ribarredonda; en él se encuentra la ermita de San Roque. El terreno es de mediana calidad; corren por él varios arroyuelos que se forman de las vertientes de la sierra. Los caminos son locales. El correo se recibe de Pancorvo por medio de valijero. Producciones: cereales y legumbres; cría ganado lanar y caza menor. Población: 55 vecinos, 181 almas. Capital productivo: 1.182.400 reales. Imponible: 122.790. Contribución: 5.153 reales 28 maravedíes.
Diccionario geográfico-estadístico-histórico de España y sus posesiones de Ultramar